# Янгблад, Сидни
Сидни Янгблад (Sydney Youngblood; настоящая фамилия — Форд [Ford]) — немецкий певец американского происхождения, получивший известность в конце 1980-х — начале 1990-х годов благодаря нескольким танцевальным хитам.

## Биография
Форд родился в городе Сан-Антонио (штат Техас) в 1960 году. С детства был приобщён к музыке и в шестилетнем возрасте одержал победу в конкурсе юных исполнителей. Тогда же бабушка дала ему прозвище Горячая Кровь (англ. Youngblood), которое впоследствии музыкант будет использовать как часть сценического имени. На протяжении 1980-х Янгблад выступал в составе различных групп, а сольную карьеру начал в 1988 году. Продюсированием певца занялся Клаус Цундель, прежде работавший с немецким синтипоп-трио Hubert Kah. Выпущенные в том же году первые синглы Янгблада: «Congratulations» и кавер-версия песни Билла Уизерса «Ain’t No Sunshine» не имели большого успеха; последний занял 78-ю строку хит-парада Великобритании. Через год вышел его первый хит «If Only I Could», который поднялся до третьего места британского чарта, а также достиг верхней десятки хит-парадов в ещё семи европейских странах. Популярность песни способствовала коммерческому успеху дебютного альбома певца Feeling Free, получившего золотые сертификаты в Великобритании, Германии и Швейцарии. В стилевом плане эта работа включала «хаус начала 90-х, соул-поп конца 80-х… и чистый, неподдельный классический соул». В том же году в поддержку релиза был издан «Sit and Wait», ещё один сингл, ставший шлягером в Европе. Выход Янгблада на американский рынок произошёл в 1990 году с выпуском на сингле кавер-версии песни Этты Джеймс «I’d Rather Go Blind», имевшей умеренный успех в чартах (46-е место в Billboard Hot 100). Пластинка Feeling Free была издана в США с немного изменённым трек-листом под названием Sydney Youngblood на лейбле Arista Records. Релиз второго альбома Passion, Grace and Serious Bass… (1991) и сопровождавшего сингла «Hooked on You» характеризуется спадом популярности певца.

## Дискография

### Студийные альбомы
| 1989 | Feeling Free - Лейбл: Circa - Формат: CD, LP                 | 9  | 5  | 7  | 9 | 19 | 23 | 56 | 185 |
| 1991 | Passion, Grace and Serious Bass… - Лейбл: Circa - Формат: CD | 60 | 39 | 40 | — | —  | —  | —  | —   |
| 1993 | Just The Way It Is - Лейбл: RCA - Формат: CD                 | —  | —  | —  | — | —  | —  | —  | —   |
| 1994 | The Hat Won’t Fit - Лейбл: BMG - Формат: CD                  | —  | —  | —  | — | —  | —  | —  | —   |

### Сборники
- Hooked on You: The Best of Sydney Youngblood (1995)

### Синглы
| 1988 | «Congratulations»                                   | —  | —  | —  | — | —  | — | — | —  | —  | —  |
| 1988 | «Ain’t No Sunshine»                                 | —  | —  | 78 | — | —  | — | — | 35 | —  | —  |
| 1989 | «If Only I Could»                                   | 3  | 1  | 3  | 3 | 3  | 2 | 9 | 8  | 28 | —  |
| 1989 | «Sit and Wait»                                      | 2  | 2  | 16 | 2 | 6  | 7 | 2 | 21 | —  | —  |
| 1990 | «I’d Rather Go Blind»                               | 23 | 34 | 44 | — | —  | — | — | —  | —  | 46 |
| 1991 | «Hooked on You»                                     | 36 | —  | 72 | — | 27 | — | — | 34 | 35 | —  |
| 1991 | «Wherever You Go»                                   | —  | —  | —  | — | —  | — | — | —  | —  | —  |
| 1993 | «Anything»                                          | 51 | 27 | 48 | — | —  | — | — | —  | —  | —  |
| 1993 | «No Big Deal»                                       | —  | —  | —  | — | —  | — | — | —  | —  | —  |
| 1994 | «So Good So Right (All I Can Do)»                   | 91 | —  | —  | — | —  | — | — | —  | —  | —  |
| 1999 | «Christmas Song»                                    | —  | —  | —  | — | —  | — | — | —  | —  | —  |
| 2007 | «If Only I Could» (Tom Pulse vs. Sydney Youngblood) | 89 | —  | —  | — | —  | — | — | —  | —  | —  |